# Альта (Юта)
Альта (англ. Alta) — місто (англ. town) в США, в окрузі Солт-Лейк штату Юта. Населення — 228 осіб (2020).

## Географія
Альта розташована за координатами 40°34′57″ пн. ш. 111°37′13″ зх. д. / 40.58250° пн. ш. 111.62028° зх. д. (40.582467, -111.620409).  За даними Бюро перепису населення США в 2010 році місто мало площу 11,96 км², з яких 11,95 км² — суходіл та 0,02 км² — водойми.

### Клімат
| Клімат : Альта                           | Клімат : Альта | Клімат : Альта | Клімат : Альта | Клімат : Альта | Клімат : Альта | Клімат : Альта | Клімат : Альта | Клімат : Альта | Клімат : Альта | Клімат : Альта | Клімат : Альта | Клімат : Альта | Клімат : Альта |
| Показник                                 | Січ.           | Лют.           | Бер.           | Квіт.          | Трав.          | Черв.          | Лип.           | Серп.          | Вер.           | Жовт.          | Лист.          | Груд.          | Рік            |
| Абсолютний максимум, °C                  | 13,9           | 13,9           | 18,3           | 20,6           | 24,4           | 27,8           | 30,0           | 28,9           | 26,1           | 22,2           | 17,8           | 15,0           | 30,0           |
| Середній максимум, °C                    | −1             | −0,4           | 1,5            | 5,2            | 11,1           | 17,4           | 22,3           | 21,4           | 16,4           | 9,4            | 2,6            | −0,5           | 8,8            |
| Середня температура, °C                  | −5,8           | −5,2           | −3,3           | 0,3            | 5,7            | 11,3           | 16,1           | 15,3           | 10,4           | 4,2            | −2,2           | −5,2           | 3,5            |
| Середній мінімум, °C                     | −10,6          | −9,9           | −8,2           | −4,6           | 0,3            | 5,1            | 9,8            | 9,2            | 4,4            | −1,1           | −6,9           | −9,9           | −1,9           |
| Абсолютний мінімум, °C                   | −32,2          | −28,3          | −22,2          | −17,2          | −12,2          | −6,7           | −0,6           | −1,1           | −8,9           | −18,3          | −26,7          | −31,7          | −32,2          |
| Норма опадів, мм                         | 180            | 159            | 170            | 142            | 98             | 51             | 41             | 50             | 66             | 104            | 139            | 170            | 1370           |
| Днів з опадами                           | 13             | 13             | 13             | 11             | 9              | 6              | 7              | 8              | 8              | 9              | 11             | 13             | 121,0          |
| ---------------------------------------- | -------------- | -------------- | -------------- | -------------- | -------------- | -------------- | -------------- | -------------- | -------------- | -------------- | -------------- | -------------- | -------------- |
| Джерело: Western Regional Climate Center |                |                |                |                |                |                |                |                |                |                |                |                |                |

## Демографія
Згідно з переписом 2010 року, у місті мешкали 383 особи в 156 домогосподарствах у складі 34 родин. Густота населення становила 32 особи/км².  Було 328 помешкань (27/км²).
Расовий склад населення:
| - 93,5 % — білих - 1,3 % — азіатів - 0,5 % — вихідців з тихоокеанських островів - 0,3 % — корінних американців |

До двох чи більше рас належало 3,9 %. Частка іспаномовних становила 4,2 % від усіх жителів.
За віковим діапазоном населення розподілялося таким чином: 4,7 % — особи молодші 18 років, 92,7 % — особи у віці 18—64 років, 2,6 % — особи у віці 65 років та старші. Медіана віку мешканця становила 27,6 року. На 100 осіб жіночої статі у місті припадало 204,0 чоловіків;  на 100 жінок у віці від 18 років та старших — 209,3 чоловіків також старших 18 років.
Середній дохід на одне домашнє господарство  становив 137 871 долар США (медіана — 64 205), а середній дохід на одну сім'ю — 232 752 долари (медіана — 102 292). За межею бідності перебувало 31,2 % осіб, у тому числі 32,4 % дітей у віці до 18 років та 0,0 % осіб у віці 65 років та старших.
Цивільне працевлаштоване населення становило 278 осіб. Основні галузі зайнятості: мистецтво, розваги та відпочинок — 45,3 %, освіта, охорона здоров'я та соціальна допомога — 24,1 %, транспорт — 4,3 %, публічна адміністрація — 4,0 %.